# 贝尔 (佛罗里达州)
贝尔（英語：Bell），是美国佛罗里达州吉爾克里斯特縣下属的一座城镇。建立于1903年。面积约为4.2平方公里（约合1.6平方英里）。根据2010年美国人口普查，该市有人口456人。论人口在本州排行第373。